# Södra Björntjärnen, Ångermanland
Södra Björntjärnen är en sjö i Örnsköldsviks kommun i Ångermanland och ingår i Moälvens huvudavrinningsområde.